# Italo Bianchi
Italo Bianchi (Castelnuovo di Garfagnana, 13 agosto 1936 – Castelnuovo di Garfagnana, 30 aprile 2023) è stato un religioso e compositore italiano.
Sacerdote della diocesi di Apuania trasferito poi al clero dell'arcidiocesi di Lucca con il passaggio nel 1992 della Garfagnana, sua terra natale, all'Arcidiocesi lucense; studiò composizione con i maestri Cicionesi, Bortone e Bartolucci e dal 1970 fu titolare di armonia, contrappunto e fuga presso il Pontificio Istituto di Musica Sacra di Roma.

## Biografia
Compose cinque sinfonie per orchestra, due quartetti per archi, una messa in requiem, musica da camera, composizione per organo e brani di musica polifonica. Dalla collaborazione col coro “Alpi Apuane” di Pieve Fosciana ebbero origine le composizioni a carattere popolare dedicate alla Garfagnana e le rielaborazioni ed armonizzazioni dei canti di folklore raccolti nella Valle. 
Nel 1990 Don Bianchi fu ospite a Seul dell'Orchestra Sinfonica Nazionale Coreana che eseguì in prima mondiale la sua “Sinfonia n. 1”. Nel 1993 fu di nuovo a Seul per l'esecuzione dell'inno nazionale coreano di cui realizzò un nuovo arrangiamento musicale.
Nel 1993 l'Associazione Cori della Toscana pubblicò la raccolta di 20 brani che fanno parte del repertorio del Coro Alpi Apuane, 14 dei quali provenienti da folklore della Toscana, 3 di carattere popolare sacro e tre composizioni dedicate alla Garfagnana. Nel 2017 produsse un Mottettone, eseguito sotto la Direzione del Maestro Luca Bacci, nella Cattedrale di San Martino di Lucca il 13 settembre in occasione della tradizionale Festa dell'Esaltazione della Santa Croce.
L'8 maggio 2011 in occasione della visita di Papa Benedetto XVI a Venezia, il Maestro Bianchi compose le musiche della celebrazione eucaristica alla quale hanno partecipato, presso il Parco di San Giuliano, circa 300.000 persone. La messa fu trasmessa in diretta da RaiUno e diffusa via satellite in Austria, Germania, Croazia, Slovenia ed Ungheria. Le melodie di Bianchi furono eseguite da un coro di circa 1000 elementi. Nel 2006 fu autore delle musiche della Messa che Papa Benedetto XVI ha celebrato allo stadio Bentegodi di Verona nel corso del quarto Convegno Ecclesiale Nazionale. Per l'occasione Don Bianchi compose “La Messa degli Angeli” , eseguita da un coro di circa 4000 cantori delle corali di tutto il Veneto. 
Già negli anni passati il Maestro Bianchi aveva composto Messe celebrate poi da Papa Paolo VI e Papa Giovanni Paolo II.
Trascorse gli ultimi anni nella sua Castelnuovo di Garfagnana, dove è morto nel 2023.

## Riconoscimenti
- Primo premio al concorso “Cantico delle Creature” ad Assisi[14]
- Primo premio al concorso “Basilica Laurentina” di Loreto
- Primo e secondo premio al concorso “I maestri dell'organo” di Bergamo
- Primo premio al concorso “Fides” di Pescara
- Secondo premio per le nuove composizioni a carattere popolare di Trento con il brano “Terra Lontana”